# Iglesia de San Miguel (Abella de la Conca)

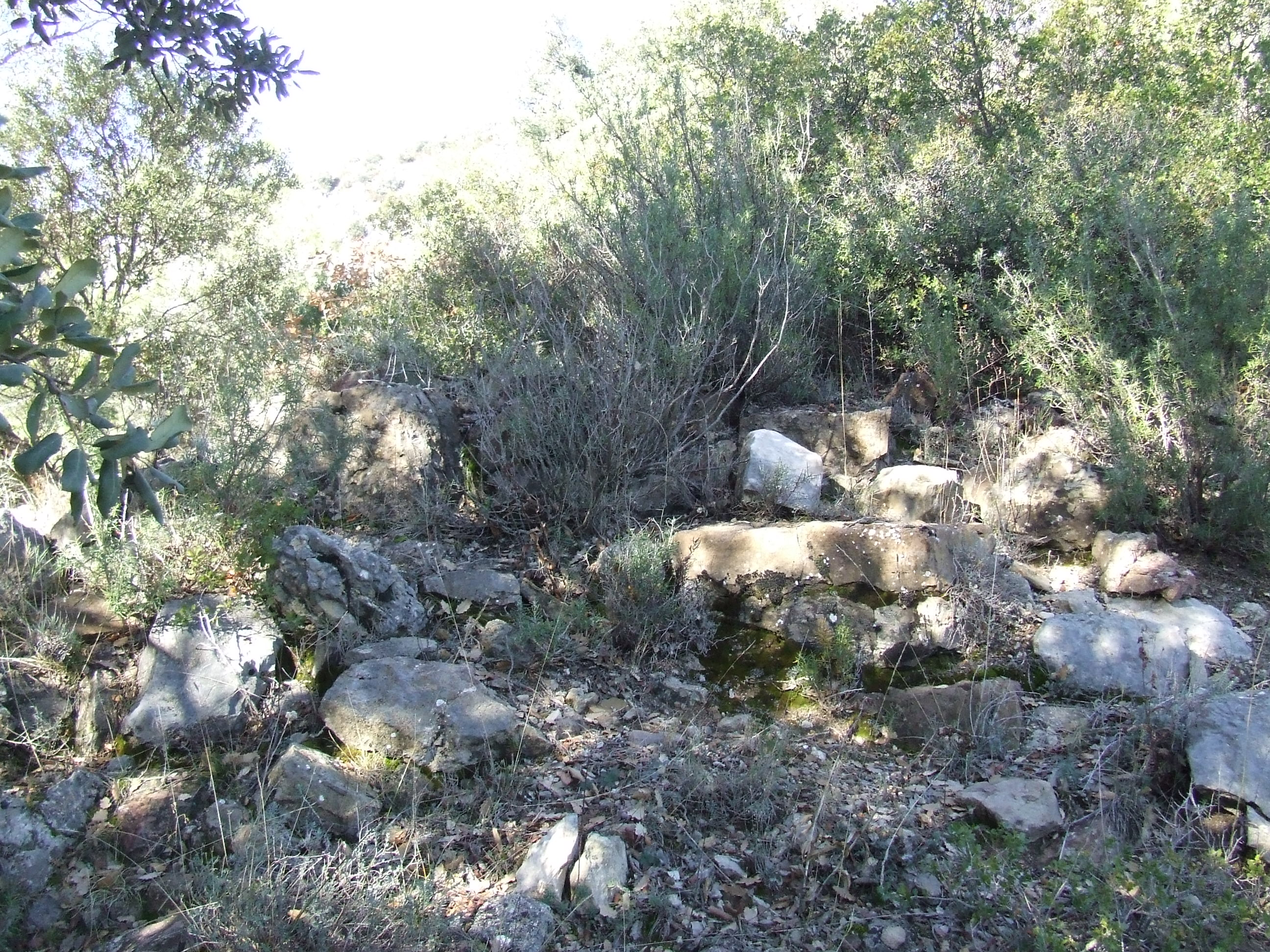
Restos de la iglesia.

La iglesia de San Miguel fue un templo del término de Abella de la Conca, en la comarca catalana de Pallars Jussá, dedicada al arcángel San Miguel.
Está situada en el sureste de la villa de Abella de la Conca, en un collado en el noreste de la masía de Cal Vilar, al sureste de la de Cal Serret y poniente del lugar conocido como Lo Botant. Es en un lugar muy escondido y difícil de encontrar. La referencia puede ser las ruinas de una barraca, en una colina al este del collado mencionado. Las ruinas están en el lado noroeste del collado, escondidas por la vegetación del lugar, al principio de una cuesta.
De esta iglesia, actualmente sólo quedan unas hiladas de piedra que dejan entrever la forma del ábside románico. Los poquísimos restos conservados no permiten ver la estructura de la iglesia, pero se trataba forzosamente de un templo muy pequeño, posiblemente de una sola nave. El ábside podría haber sido cuadrado, por las hiladas conservadas.